# Karvia
Karvia is een gemeente in de Finse provincie West-Finland en in de Finse regio Satakunta. De gemeente heeft een landoppervlakte van 502,22 km² en telt 2.240 inwoners (2022).

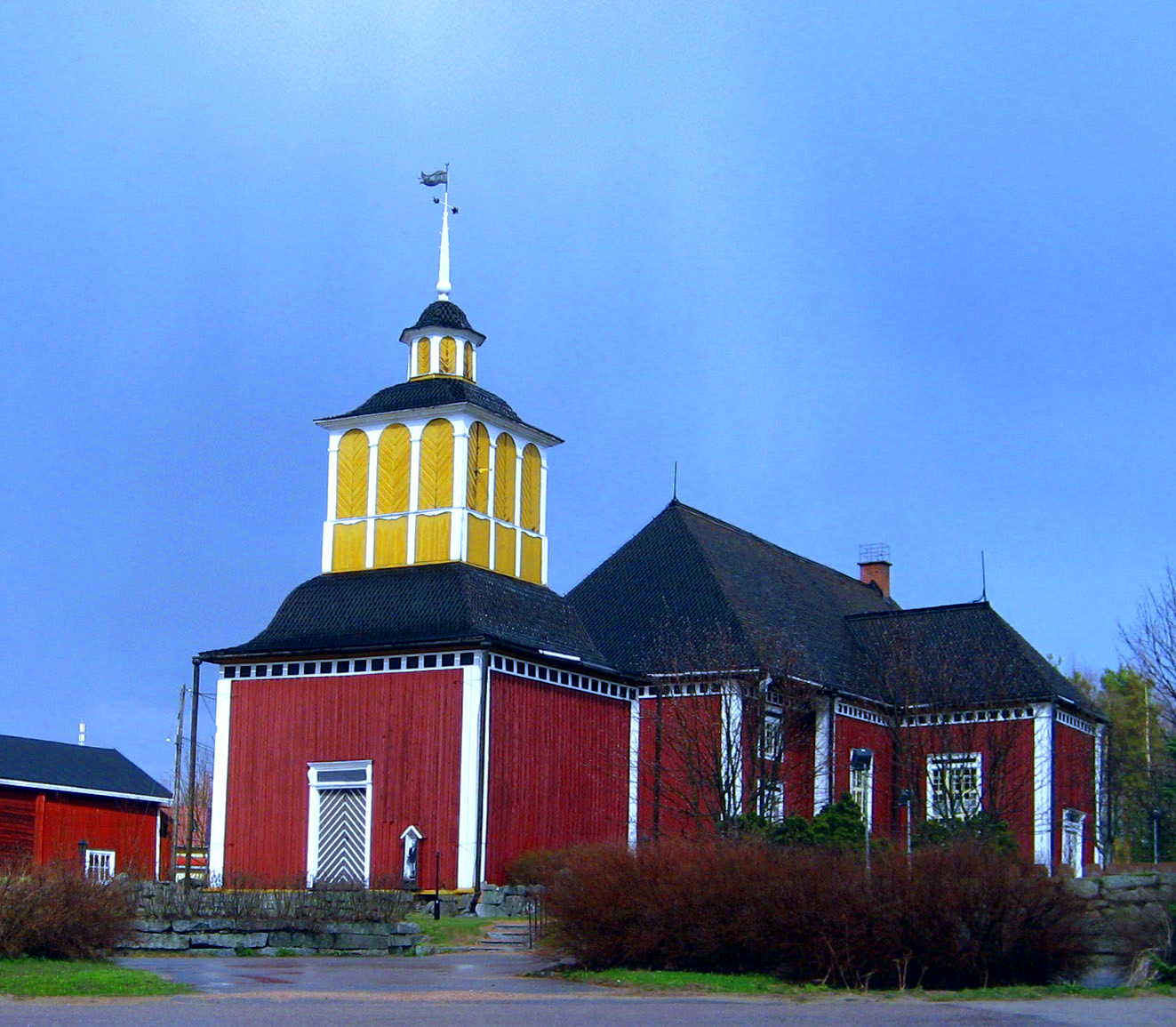
Kerk van Karvia
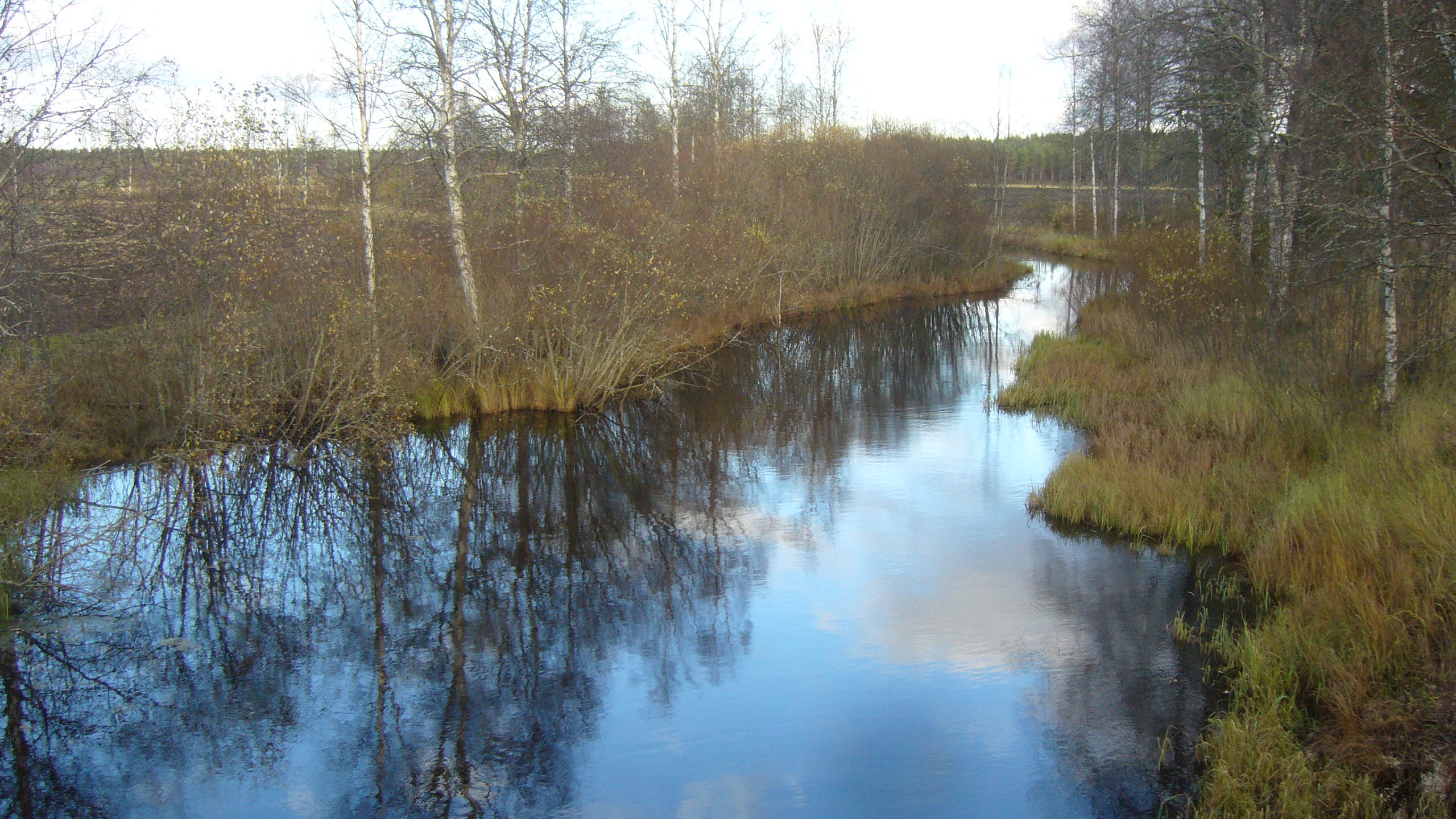
Kattilajoki
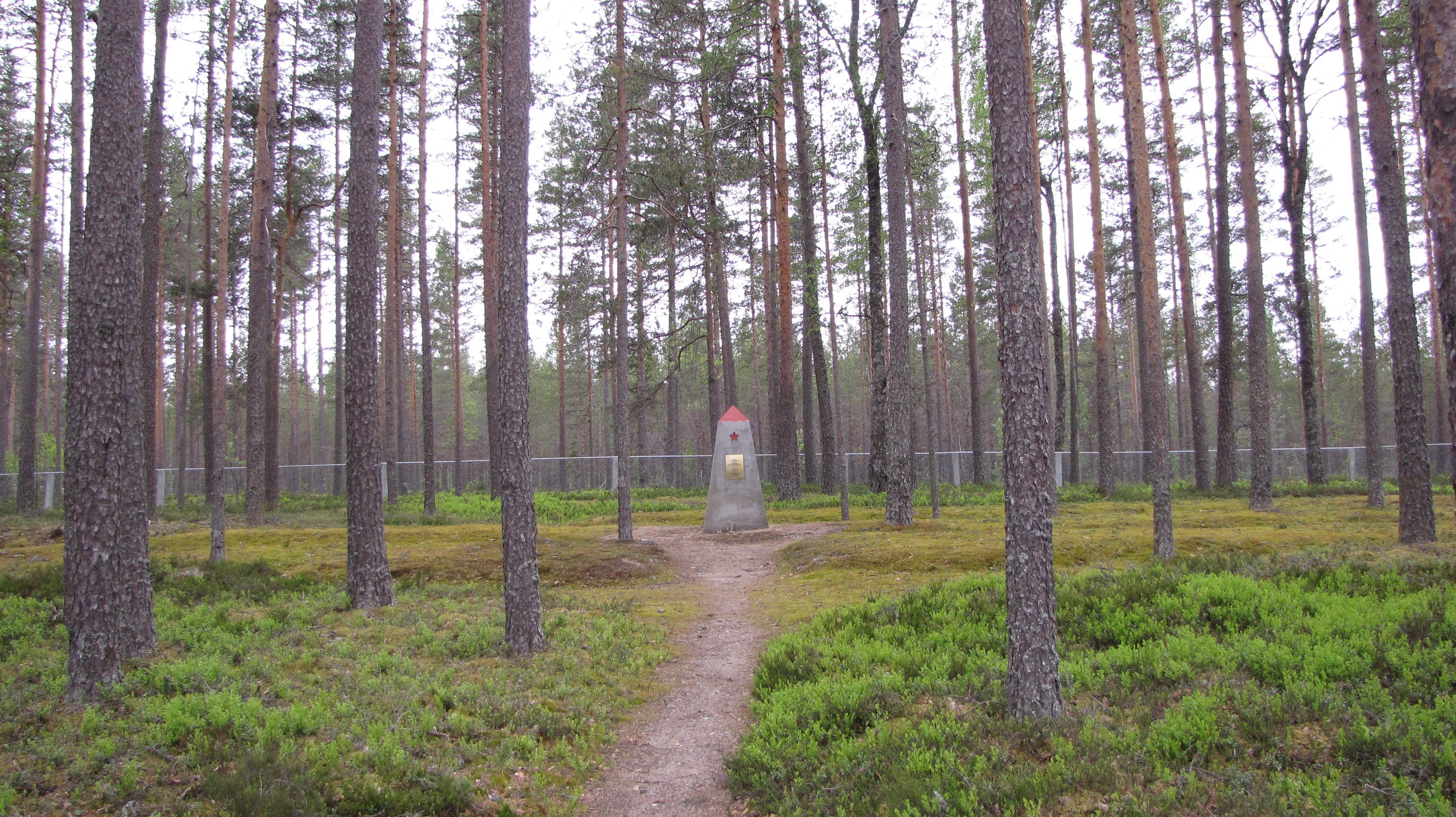
Russische oorlogsbegraafplaats in Karvia